# Blessing Kaku
Blessing Kaku est un footballeur international nigérian naturalisé belge né le 5 mars 1978. Il jouait au poste de milieu offensif.
Il a joué pour le club chypriote de Enosis Neon Paralimni.